# アームストロング・ホイットワース
アームストロング・ホイットワース（Sir W G Armstrong Whitworth & Co Ltd ）は20世紀前半に活動していたイギリスの企業で、ニューカッスル・アポン・タインのエルスウィックにおいて兵器、船、機関車、航空機など幅広い分野の製造業を営んでいた。1927年にヴィッカースと合併し、ヴィッカース・アームストロングとなった。

## 沿革
アームストロング・ホイットワースは1897年に、ウィリアム・アームストロングとジョセフ・ホイットワースの製造会社が合併して作られた。同社は1902年から乗用車やトラックなど自動車の製造をはじめた。1913年に航空部門を設け、1920年にはアームストロング・ホイットワース・エアクラフトとして子会社にまで成長した。また、1922年から1925年にかけてニューファンドランド自治領のディア湖でニューファンドランド製造会社の水力発電所建設を支援し、電力供給だけでなく水力発電所の運河がその地域の林業発展に役立った。
航空機と自動車部門は1919年にJ・D・シドレーが買い取り、アームストロング・シドレーとして独立した。残った防衛産業（造船、兵器）と製造業は1927年にヴィッカースと合併し、ヴィッカース・アームストロングが創立された。

## 造船業
年は竣工年。
ロシア帝国海軍向け
- 1898年 - 砕氷船 エルマーク
- 1899年 - 砕氷船 アンガラ

大日本帝国海軍向け
- 1882年 - 巡洋艦 筑紫（チリ海軍発注も契約解除。竣工後に購入）
- 1885年 - 防護巡洋艦 浪速
- 1886年 - 防護巡洋艦 高千穂
- 1892年 - 防護巡洋艦 吉野
- 1896年 - 戦艦 八島
- 1897年 - 防護巡洋艦 高砂
- 1898年 - 装甲巡洋艦 浅間
- 1898年 - 装甲巡洋艦 常磐
- 1899年 - 戦艦 初瀬
- 1899年 - 装甲巡洋艦 出雲
- 1900年 - 装甲巡洋艦 磐手
- 1905年 - 戦艦 鹿島

イギリス海軍向け
- 1913年 - 戦艦 エジンコート
- 1913年 - 戦艦 カナダ
- 1914年 - 戦艦 エリン
- 1925年 - 戦艦 ネルソン

アメリカ海軍向け
- 1898年 - 防護巡洋艦 ニューオーリンズ （ブラジル海軍発注、建造中に購入）
- 1900年 - 防護巡洋艦 オールバニ （ブラジル海軍発注、建造中に購入）

ノルウェー海軍向け
- 1899年 - 海防戦艦 ノルゲ
- 1901年 - 海防戦艦 エイズボルド

チリ海軍向け
- 1884年 - 防護巡洋艦 エスメラルダ（後に日本海軍が購入し「和泉」となる）

## 機関車製造
アームストロング・ホイットワースは幹線鉄道会社と工業用鉄道向けに多数と蒸気機関車とディーゼル機関車を製造した。
- グレート・ウェスタン鉄道 (Great Western Railway;GWR) 5700 Class 0-6-0PT
- ロンドン・ミッドランド・アンド・スコティッシュ鉄道 (London Midland and Scottish Railway;LMS) Stanier Class 5 4-6-0
- Metropolitan Railway K Class 2-6-4T

## 自動車製造
アームストロング・ホイットワースは1904年からウィルソン・ピルチャー社の事業を引継ぎ、自動車の製造を行った。自動車部門は、1919年にシドレー・ディージー社と合併してアームストロング・シドレーになるまで続いた。

## 航空機製造
(Armstrong Whitworth Aircraft)
- アームストロング・ホイットワース シスキン
- アームストロング・ホイットワース アトラス
- アームストロング・ホイットワース アーゴシー
- アームストロング・ホイットワース アトランタ
- アームストロング・ホイットワース A.W.23
- アームストロング・ホイットワース シミター
- アームストロング・ホイットワース ホイットレイ
- アームストロング・ホイットワース エンサイン
- アームストロング・ホイットワース アルベマール
- アームストロング・ホイットワース AW.52
- アームストロング・ホイットワース アポロ
- アームストロング・ホイットワース AW.660 アーゴシー
- アームストロング・ホイットワース AW.681
- アームストロング・ホイットワース AW.169
- アームストロング・ホイットワース AW.171